# Edem Rjaïbi
Edem Rjaïbi (sinh ngày 5 tháng 4 năm 1994) là một cầu thủ bóng đá người Tunisia thi đấu ở vị trí tiền vệ cho ES Tunis.
Anh thi đấu cho CA Bizertin ở Vòng loại CAF Champions League 2013. Tại Vòng bảng Cúp Liên đoàn bóng đá châu Phi 2013 Rjaïbi ghi bàn vào ngày 20 tháng 7 năm 2013 trước Fath Union Sport. Anh cũng ghi bàn ở Vòng loại Cúp Liên đoàn bóng đá châu Phi 2014 vào ngày 2 tháng 3 năm 2014 trong chiến thắng 1–0 trước C.D. Huíla và vào ngày 30 tháng 3 năm 2014 in a 2–1 victory trước Warri Wolves F.C..

## Sự nghiệp quốc tế
Vào tháng 11 năm 2013 Rjaïbi lần đầu tiên được triệu tập vào Đội tuyển bóng đá quốc gia Tunisia.

## Danh hiệu
CA Bizertin
- Cúp bóng đá Tunisia: 2013